# Cestrum buxoides
Cestrum buxoides är en potatisväxtart som beskrevs av Erik Leonard Ekman och Ignatz Urban. Cestrum buxoides ingår i släktet Cestrum och familjen potatisväxter. Utöver nominatformen finns också underarten C. b. lucens.